# Fürstenfeldbruck
Fürstenfeldbruck je velké okresní město v Bavorsku, Německo. Ve městě žije přes třicet tisíc obyvatel. Nachází se 25 km severozápadně od Mnichova. Má rozlohu 32,52 km². Městem protéká řeka Amper. Mezi pamětihodnosti patří klášter Fürstenfeld.

## Partnerská města
- Zadar, Chorvatsko
- Cerveteri, Itálie
- Livry-Gargan, Francie
- Wichita Falls, Texas, USA
- Almuñécar, Španělsko